# Dennis Betzholz
Dennis Betzholz (* 1985 in Oberhausen) ist ein deutscher Journalist, Autor und Verleger. Er ist Leiter der Lokalredaktion der Kieler Nachrichten.

## Leben und Wirken
Nach seinem Abitur studierte Dennis Betzholz Angewandte Kommunikation- und Medienwissenschaft an der Universität Duisburg-Essen. Während dieser Zeit arbeitete er als freier Journalist bei der Westdeutschen Allgemeinen Zeitung. Ab 2009 volontierte er bei der Westfälischen Rundschau in Dortmund und besuchte die Journalistenschule der heutigen Funke Mediengruppe. Nach Festanstellungen bei der Westfälischen Rundschau („Gesellschaftsressort“) und beim General-Anzeiger Bonn arbeitete er als freier Journalist unter anderem für die Magazine Der Spiegel und Stern sowie die Welt am Sonntag. Betzholz konkurrierte zeitweilig mit dem später als Hochstapler entlarvten Autor Claas Relotius um eine Stelle als fest angestellter Redakteur beim Spiegel. Relotius erhielt dabei den Vorzug. 2015 wurde Betzholz daraufhin Redakteur der Welt am Sonntag in Hamburg.
Ein Jahr zuvor gründete Dennis Betzholz mit dem Autor Felix Plötz den Buchverlag Plötz & Betzholz, der sich auf Persönlichkeiten aus sozialen Medien (vor allem Youtube) als Autoren spezialisiert. 2015 wurde der Verlag mit der Wildcard der Frankfurter Buchmesse ausgezeichnet und setzte sich damit in dem internationalen Wettbewerb gegen 180 andere Verlags-Startups durch. 2016 übernahmen die Ullstein Buchverlage den jungen Verlag. Betzholz führte den Verlag gemeinsam mit Plötz als Geschäftsführer bis 2019, anschließend noch zwei Jahre alleine fort. Der Verlag hat mehrere SPIEGEL-Bestseller hervorgebracht. Für ihre Arbeit waren die beiden Verleger 2016 für den Young Excellence Award der Frankfurter Buchmesse nominiert.
Seit 2020 ist Betzholz als stellvertretender Leiter der Kieler Lokalredaktion der Kieler Nachrichten tätig. Seit 2023 leitet er das Ressort.

## Werke
- mit Felix Plötz: Palmen in Castrop-Rauxel. Mach dein Leben außergewöhnlich! Betzhold & Plötz, Bad Honnef 2014, ISBN 978-3-00-045743-2. (Neuauflage 2017 unter dem Titel Palmen in Castrop-Rauxel: Vom Mut, Träume zu verwirklichen. Redline Verlag, München 2017, ISBN 978-3-86881-686-0.)
- mit Benjamin Fokken: Ich bin ich – und wir sind viele. Plötz & Betzholz, Bad Honnef 2015, ISBN 978-3-00-049078-1.
- Mit dir wird alles anders, Baby! Knaur, München 2019, ISBN 978-3-426-21454-1.

## Auszeichnungen
- Betzholz wurde für seine Reportage „Das Märchen vom guten Spiel“, erschienen im Stern, 2014 für den Deutschen Reporterpreis in der Kategorie „Bester freier Reporter“[6] sowie 2015 für den Henri-Nannen-Preis (Longlist)[7] nominiert. Zudem bekam er für diesen Beitrag den Konrad-Duden-Journalistenpreis[8] sowie den Lorry[9].
- 2023 erhielt Betzholz gemeinsam mit Chefredakteurin Stefanie Gollasch den Deutschen Lokaljournalistenpreis für die Aktion "Licht zeigen" der Kieler Nachrichten.